# Веселе (Луцький район)
Весе́ле (до 1964 року —  Боратин) — село в Україні, у Луцькому районі Волинської області. Входить до складу Торчинської селищної громади. Населення становить 673 особи.

## Історія
До 5 січня 2018 року — адміністративний центр Веселівської сільської ради Луцького району Волинської області.

## Населення
Згідно з переписом УРСР 1989 року чисельність наявного населення села становила 651 особа, з яких 299 чоловіків та 352 жінки.
За переписом населення України 2001 року в селі мешкало 660 осіб.

### Мова
Розподіл населення за рідною мовою за даними перепису 2001 року:
| Мова       | Відсоток |
| ---------- | -------- |
| українська | 98,66 %  |
| російська  | 1,04 %   |
| польська   | 0,15 %   |

## Пам'ятки археології
На території села в урочищі Дуб'є, на присадибній ділянці С. Сільчука у 1968 р. під час земельних робіт було виявлено поховання стрижівської культури, що знаходилось на глибині близько 1 м від денної поверхні. Поховальний інвентар представлений двома наконечниками списів з кременю.

### Галерея

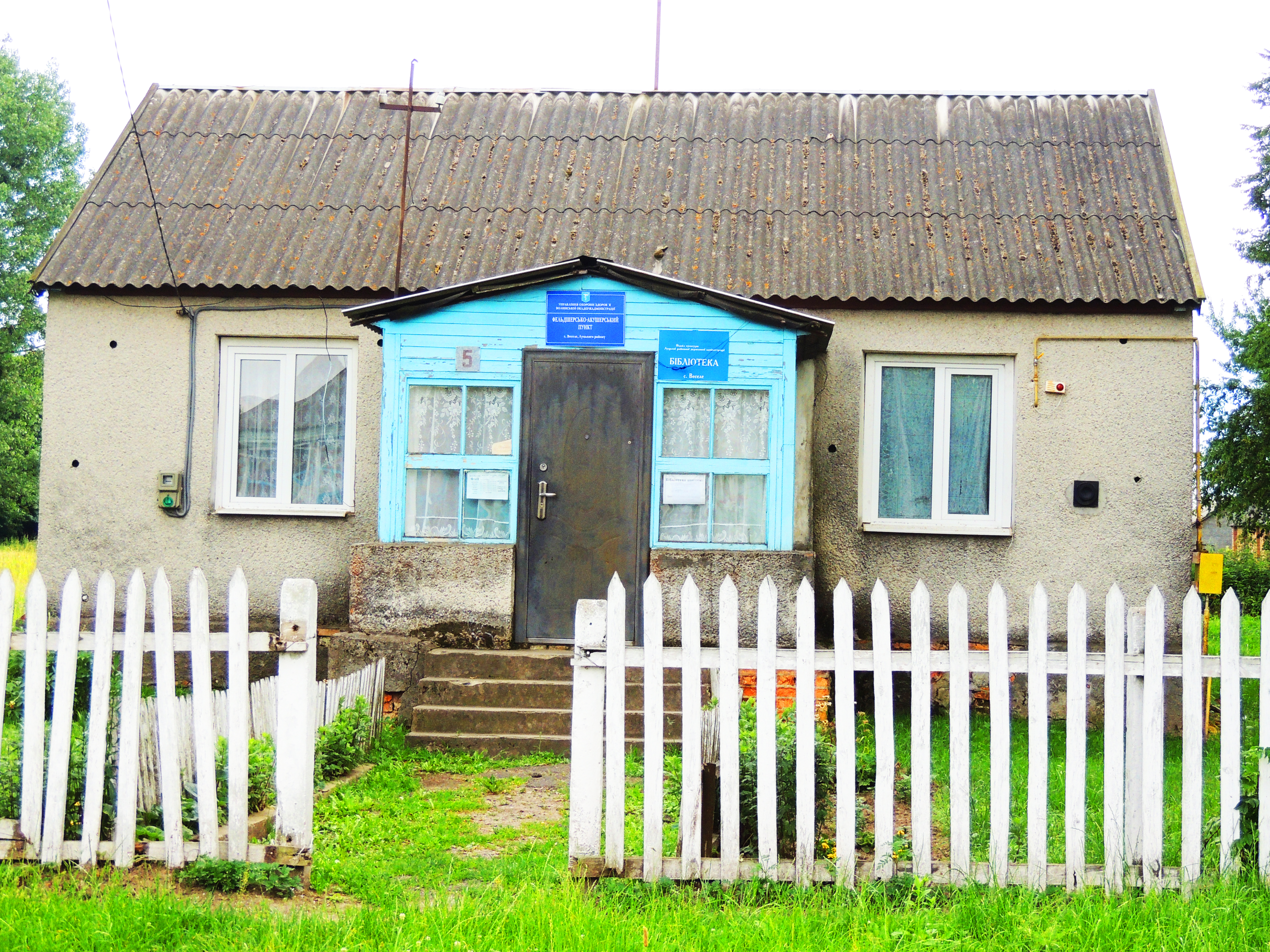
Бібліотека
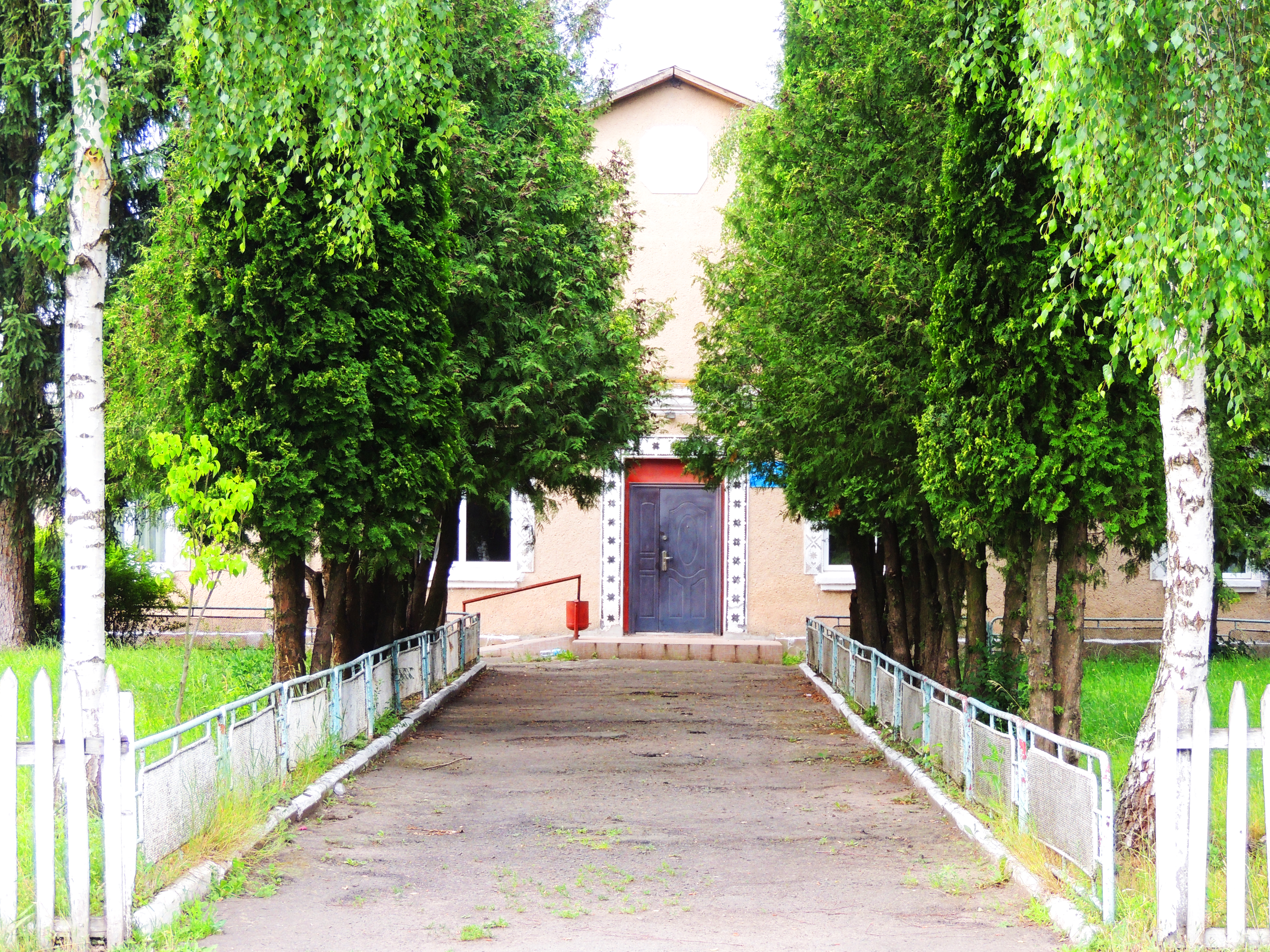
Будинок культури
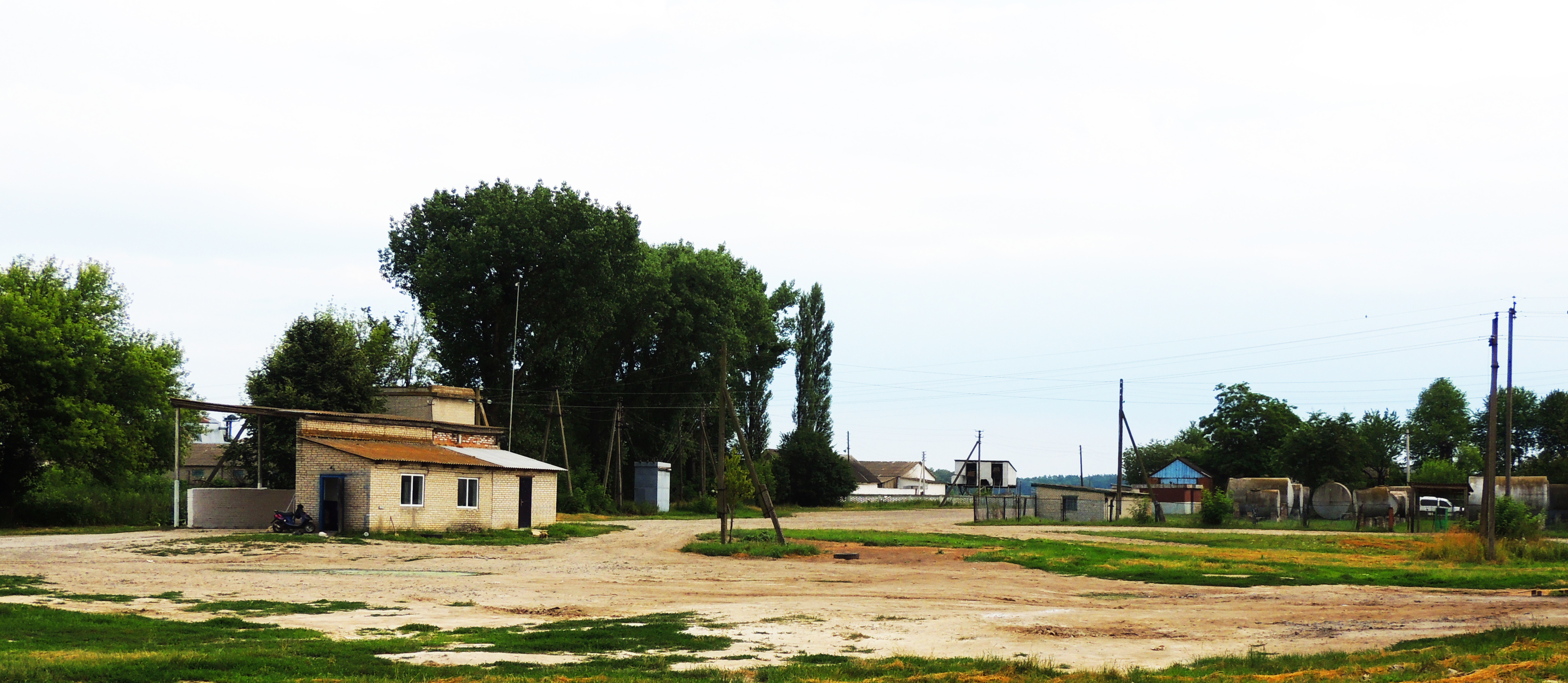
Колгосп
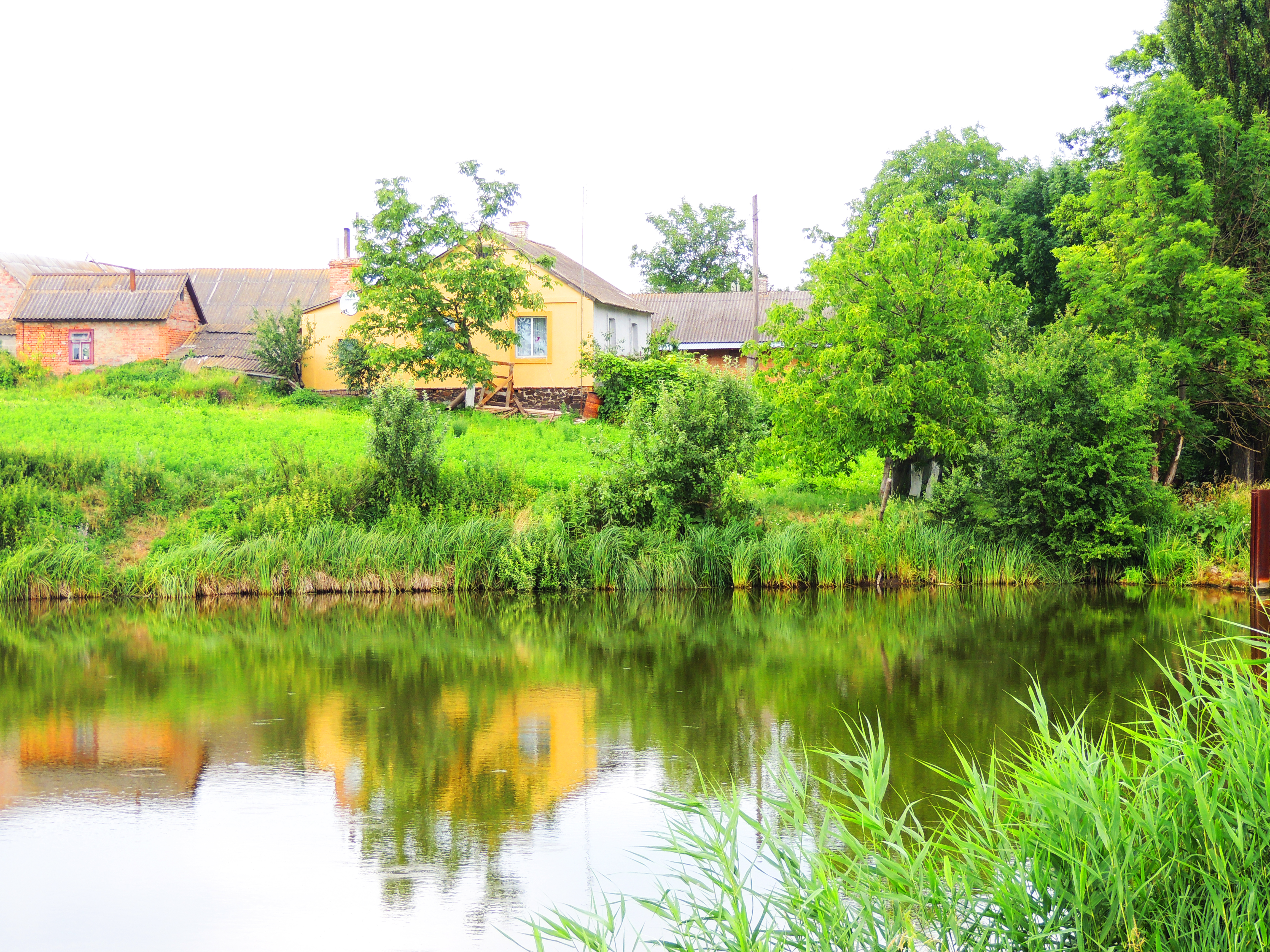
Став
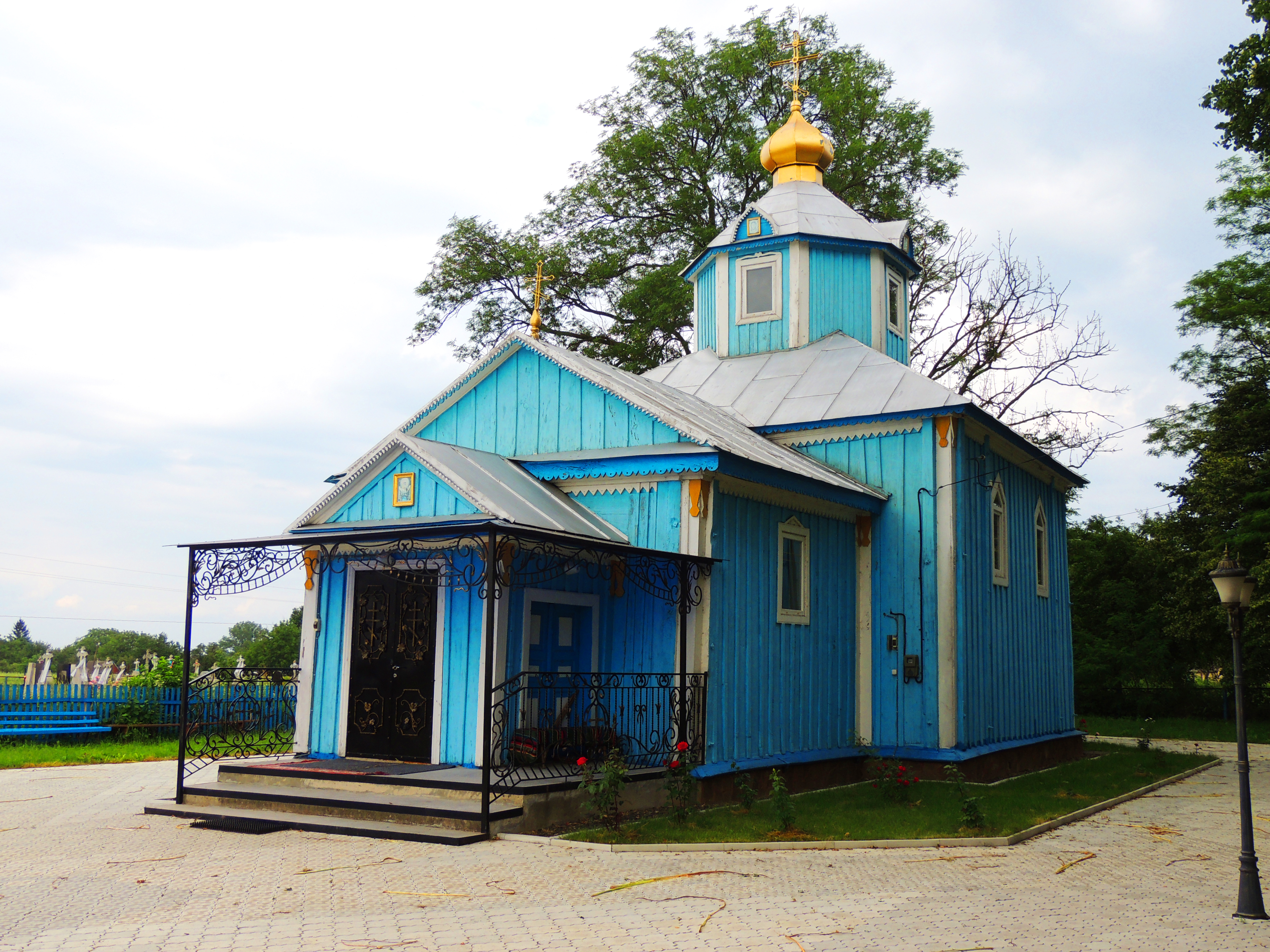
Церква